# Чибиток, Галина Владимировна
Гали́на Влади́мировна Чибито́к (род. 2 октября 1977 года, Ленинград) — альпинист, мастер спорта. Двукратная чемпионка России в зимнем классе; двукратная чемпионка и призёр СНГ; чемпион и призёр Чемпионатов Санкт-Петербурга[когда?], обладательница премии Стальной ангел за лучшее женское восхождение: 2013 год Tengkangpoche (6500 м, Непал), с Мариной Коптевой и Анастасией Петровой, 2017 год Kamailong (5870 м, КНР), в двойке с Мариной Коптевой. Золотой ледоруб России — 2011 год.

## Биография
Альпинизмом начала заниматься с 1786 года в Великом Новгороде.

Номинант 2008 года на Золотой ледоруб России за восхождение на Пик Маршала Жукова (5241 м) в составе команды из Санкт-Петербурга, где она была руководителем; тренеры: Смирнов В. В., Дубовиков А. А.

### Лучшие восхождения
- 2006 г. — Фаны, в. Рудаки
- 2007 г. — Фаны, в. Парандас, 5Б
  - Фаны, в. Ботхона 6А категория трудности
- 2008 г. — Каравшин, п. Одесса (4810), маршрут Крицука, 6Б (зимнее восхождение)
  - Фаны, в. Замин-Карор, 6А
  - Памир, в. Маршала Жукова, 6Б категория трудности
  - Кавказ, в. Чегем, 6А категория трудности
- 2009 г. — Норвегия, в. Къераг, 6Б категория трудности (зимнее первопрохождение)[3].
- 2011 г. — первопрохождение на Транго Тауэр, маршрут «Параллельный мир», 6Б категория трудности, в команде с Мариной Коптевой и Анной Ясинской, Золотой ледоруб 2011 г.[1]
- 2013 г. — Шорт-лист премии Золотой Ледоруб России 2013, премия Стальной ангел 2013: Марина Коптева, Анастасия Петрова — Tengkangpoche, Непал, «Война за любовь», 6А категория трудности
- 2014 г. — Шорт-лист премии Золотой Ледоруб России 2014: Марина Коптева, Галина Чибиток — Золотой Страж, «Дочь самурая», первопроход[4]
- 2016 г. — Narango de Bulnes, Испания, 6А категории трудности, в команде с Мариной Коптевой и Анастасией Петровой
- 2017 г. — в. Kamailong, первопроход, маршрут «По дороге к Амстердаму», 6А категория трудности, КНР, в двойке с Мариной Коптевой, премия Стальной ангел 2017.